# Carlos Toro Manrique
Carlos Toro Manrique (Caracas, Venezuela, 8 de abril de 1868-Ibídem, 12 de febrero de 1937) fue un ingeniero, matemático y académico venezolano que se desempeñó como Vicerrector académico de la Universidad Central de Venezuela y Director de la Escuela de Ingeniería de dicha casa de estudios, así como también miembro fundador e Individuo de Número de la Academia de Ciencias Físicas, Matemáticas y Naturales y Director del Museo Nacional. Era hijo de Miguel Toro Herrera y Ermelinda Manrique de Lara.

## Formación
Egresado de la Universidad Central de Venezuela como Doctor en Filosofía y Matemáticas.

## Carrera académica
Carlos Toro Manrique se encuentra entre los pioneros de los estudios de ingeniería, arquitectura y artes y oficios en Venezuela, habiendo sido así mismo miembro fundador de la Academia de Ciencias Físicas y Matemáticas. Dentro de la Universidad Central de Venezuela fue docente de las escuelas de Ciencias Físicas y Matemáticas y de la Facultad de Ciencias Exactas, así como de la Escuela de Ingeniería a partir del momento de su creación. Se desempeñó como Profesor Titular de dicha Casa de Estudios y regentó las cátedras de Álgebra Superior, Cálculo Integral, Geometría Analítica, Hidráulica y Física Matemática e Industrial, entre otras. En 1910 construye los laboratorios de la Escuela de Ingeniería de dicha universidad. Dentro de su trayectoria académica fue Director de la Escuela de Ingeniería y Vicerrector Académico de la Universidad Central de Venezuela. En el año de 1895 se encontró entre el grupo de fundadores de la Sociedad de Arquitectura de Venezuela, institución precursora de los estudios de arquitectura en el país. Participó, igualmente, en la organización y dirección de la Escuela de Artes y Oficios de Caracas. En 1933 fue incorporado como Individuo de Número de la recién creada Academia de Ciencias Físicas y Matemáticas, correspondiéndole el Sillón XXIV. En 1933 fue designado Ministro de Instrucción Pública, cargo que declinó alegando razones de salud. Fue autor de numerosos trabajos sobre matemáticas y física que tuvieron cabida en importantes revistas científicas de la época.

## Labor museística
Se encontró también entre los pioneros de las labores museísticas en Venezuela. Entre 1900 y 1906 fue director del Museo Nacional, cuyas instalaciones eran contiguas a las de la Universidad Central de Venezuela y albergaban a las más importantes colecciones del país en ciencias naturales, artes plásticas e historia patria (antecesor del Museo de Ciencias, del Museo de Bellas Artes de Caracas y del Museo Bolivariano). Durante su gestión se aumentaron las colecciones existentes y se incorporaron importantes secciones sobre la historia de la minería, la agricultura y la industria en Venezuela. Sustituyó en dichas funciones a Adolfo Ernst, quien había permanecido al frente de dicha institución desde su fundación en 1874 hasta el momento de su muerte en 1899.

## Ejercicio profesional como ingeniero
Carlos Toro Manrique participó en el proyecto, construcción y supervisión de importantes obras de ingeniería de su época. Le correspondió el diseño de las líneas de tranvía para la Compañía de Tranvías de Caracas, empresa de la cual llegó a ocupar la presidencia. En 1897 junto con otros distinguidos ingenieros, integra la Comisión Oficial que supervisa y recibe formalmente las obras de los muelles de Puerto Cabello, en los que por primera vez en Venezuela se utiliza el sistema de hierro revestido de concreto. Entre 1899 y 1922 fue miembro de las sucesivas juntas directivas del Colegio de Ingenieros de Venezuela, desempeñándose en ellas como Secretario. En 1922 fue encargado, junto con Luis Soriano, de la construcción de la fachada norte de la Universidad Central de Venezuela, actual Palacio de las Academias, dando forma a una de las imágenes más icónicas de Caracas.

## Actividad empresarial
Fue miembro del grupo de empresarios que creó en 1906 la Oficina Central Venezolana, destinada a promover inversiones extranjeras en el país. En forma privada llevó a cabo desarrollos habitacionales en las zonas de El Conde y San Agustín en la ciudad de Caracas y fundó la firma Toro Manrique y Cia, dedicada al área inmobiliaria. Se adentró, así mismo, en la actividad industrial, fabricando una fórmula para mujeres lactantes que disfrutó de mucha popularidad en su tiempo.

## Fallecimiento
Carlos Toro Manrique fallece en la ciudad de Caracas el 12 de febrero de 1937.

## Familiares
Carlos Toro Manrique era padre del novelista e intelectual Miguel Toro Ramírez, tío del jurista y Presidente de la Corte Suprema de Justicia de Venezuela Carlos Acedo Toro y primo tanto del académico y científico Elías Toro como del pintor Antonio Herrera Toro.

## Honores
Su nombre se encuentra inscrito en la pared central de la Academia de Ciencias Físicas, Matemáticas y Naturales de Venezuela, como uno de los miembros fundadores de la misma. En 1993, en ocasión de celebrarse los 60 años del inicio de actividades de la Academia y los 125 años del nacimiento de Carlos Toro Manrique, un busto suyo fue develado a la entrada de dicha institución en la sede del Palacio de las Academias.